# Million Reasons
"Million Reasons" (tiếng Việt: "Hàng triệu lí do") là một bài hát của nghệ sĩ thu âm người Mỹ Lady Gaga nằm trong album phòng thu thứ năm của cô, Joanne (2016). Ban đầu được phát hành như là một đĩa đơn quảng bá, nó đã được gửi đến các đài phát thanh vào ngày 8 tháng 11 năm 2016, như là đĩa đơn thứ hai trích từ album sau những hiệu ứng thương mại của bài hát khi Gaga xuất hiện trong chuyên mục Carpool Karaoke của chương trình The Late Late Show with James Corden. Bài hát được viết lời bởi Gaga, Hillary Lindsey và Mark Ronson, và do Ronson, Gaga và BloodPop đồng sản xuất. Đây là một bản nhạc pop mang âm hưởng của đồng quê, với những âm thanh của guitar và piano. Nội dung ca từ của "Million Reasons" đào sâu vào "sự đau khổ và hy vọng" trong một mối quan hệ.
Bài hát nhận được những phản ứng trái chiều từ các nhà phê bình, và lọt vào một số bảng xếp hạng khi được phát hành quảng bá. Sau khi chính thức được phát hành như là một đĩa đơn, "Million Reasons" đã lọt vào top 40 ở hầu hết những thị trường nó xuất hiện, bao gồm vị trí thứ 4 trên bảng xếp hạng Billboard Hot 100, trở thành đĩa đơn thứ 14 của Gaga lọt vào top 10 ở Hoa Kỳ, và là đĩa đơn đầu tiên của cô làm được điều này kể từ "Applause" (2013). Để quảng bá cho bài hát, nữ ca sĩ đã trình diễn nó trên nhiều chương trình truyền hình khác nhau như Saturday Night Live, Victoria's Secret Fashion Show cũng như Giải thưởng Âm nhạc Mỹ 2016 và chuyến lưu diễn ngắn ngày của cô Dive Bar Tour (2016), và sau đó được đưa vào danh sách trình diễn của Gaga ở Show giữa hiệp Super Bowl LI. Một video ca nhạc cho "Million Reasons" đã được phát hành vào ngày 14 tháng 12 năm 2016, và do Ruth Hogben và Andrea Gelardin làm đạo diễn, trong đó phần lớn bao gồm cảnh Gaga vừa hát vừa chơi đàn guitar trong một studio với phông nền trắng.

## Danh sách bài hát
- Tải kĩ thuật số – phối lại[2][3]

1. "Million Reasons" (KVR phối lại) – 3:27
2. "Million Reasons" (Andrelli phối lại) – 4:00

## Xếp hạng
| Bảng xếp hạng (2016–17)                         | Vị trí cao nhất |
| ----------------------------------------------- | --------------- |
| Úc (ARIA)                                       | 34              |
| Áo (Ö3 Austria Top 40)                          | 52              |
| Bỉ (Ultratip Flanders)                          | 14              |
| Bỉ (Ultratop 50 Wallonia)                       | 32              |
| Canada (Canadian Hot 100)                       | 16              |
| Canada AC (Billboard)                           | 29              |
| Canada CHR/Top 40 (Billboard)                   | 37              |
| Canada Hot AC (Billboard)                       | 27              |
| Cộng hòa Séc (Singles Digitál Top 100)          | 48              |
| Euro Digital Songs (Billboard)                  | 12              |
| Pháp (SNEP)                                     | 29              |
| Trường songid là BẮT BUỘC CHO BẢNG XẾP HẠNG ĐỨC | 85              |
| Hungary (Single Top 40)                         | 10              |
| Ireland (IRMA)                                  | 58              |
| Italy (FIMI)                                    | 12              |
| New Zealand Heatseekers (RMNZ)                  | 2               |
| Bồ Đào Nha (AFP)                                | 53              |
| Russia Airplay (Tophit)                         | 235             |
| Scotland (OCC)                                  | 11              |
| Slovakia (Rádio Top 100)                        | 8               |
| Slovakia (Singles Digitál Top 100)              | 9               |
| Tây Ban Nha (PROMUSICAE)                        | 22              |
| Thụy Điển (Sverigetopplistan)                   | 71              |
| Thụy Sĩ (Schweizer Hitparade)                   | 7               |
| Anh Quốc (OCC)                                  | 39              |
| Hoa Kỳ Billboard Hot 100                        | 4               |
| Hoa Kỳ Adult Contemporary (Billboard)           | 20              |
| Hoa Kỳ Adult Pop Airplay (Billboard)            | 5               |
| Hoa Kỳ Dance Club Songs (Billboard)             | 33              |
| Hoa Kỳ Pop Airplay (Billboard)                  | 17              |

## Chứng nhận
| Quốc gia                                                                                              | Chứng nhận | Số đơn vị/doanh số chứng nhận |
| --- | ---------- | ----------------------------- |
| Úc (ARIA)                                                                                             | Vàng       | 35.000‡                       |
| Canada (Music Canada)                                                                                 | Vàng       | 0*                            |
| Ý (FIMI)                                                                                              | Bạch kim   | 50.000‡                       |
| Hoa Kỳ (RIAA)                                                                                         | Bạch kim   | 828,000                       |
| ^ Chứng nhận dựa theo doanh số nhập hàng. ‡ Chứng nhận dựa theo doanh số tiêu thụ và phát trực tuyến. |            |                               |

## Lịch sử phát hành
| Nước     | Ngày                 | Định dạng                          | Nhãn                 | Ref.   |
| -------- | -------------------- | ---------------------------------- | -------------------- | ------ |
| Toàn cầu | 6 tháng 10 năm 2016  | Tải kĩ thuật số (đĩa đơn quảng bá) | Interscope Universal | [ 38 ] |
| Hoa Kỳ   | 8 tháng 11 năm 2016  | Contemporary hit radio             | Interscope Universal | [ 39 ] |
| Ý        | 25 tháng 11 năm 2016 | Contemporary hit radio             | Interscope Universal | [ 40 ] |